# Martin van Maële
Martin van Maële (francès: Martin Van Maele)  (Boulogne-Billancourt, 12 d'octubre de 1863 - Varennes-Jarcy, 5 de setembre de 1926) va ser un il·lustrador francès de principis del segle xxi, especialment de literatura eròtica.

## Biografia
Van Maële era fill de mare flamenca, Virginie Mathilde Jeanne van Maële, i pare francès, Louis Alfred Martin, gravador i professor a la Escola de Belles Arts de Ginebra. El seu pseudònim, Martin van Maële, és una combinació del cognom de la seva mare i el cognom del seu pare. També va utilitzar de vegades el pseudònim A. Van Troizem.
Van Maële va treballar a Brussel·les i també a París, i la seva obra més coneguda, una edició il·lustrada dels poemes de Paul Verlaine, va ser publicada en petites edicions secretes per l'editor Charles Carrington. Les seves estampes es consideren humorístiques, satíriques i de vegades cíniques.

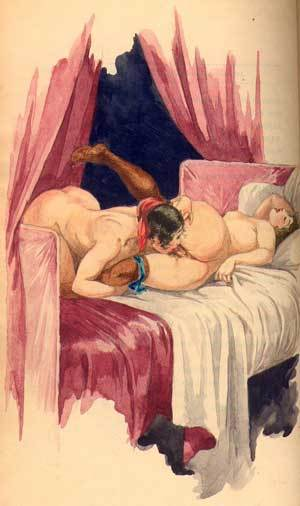
Un été à la campagne de Gustave Droz (1910)

La carrera de Van Maële va començar de debò amb les seves il·lustracions per a H.G. Wells a The First Men in the Moon, publicat en francès el 1901. El títol va inspirar la clàssica pel·lícula muda de ciència-ficció de 1902 anomenada Le Voyage dans la Lune, produïda per Georges Méliès. Van Maële també va il·lustrar Thais d'Anatole France, publicat per Charles Carrington, el 1901. L'any següent van Maële va treballar com a il·lustrador per a les traduccions al francès de Félix Juven de la sèrie de Sherlock Holmes.
Es va casar amb Marie Françoise Genet i no van tenir fills. Va morir el 5 de setembre de 1926, als 62 anys, i va ser enterrat al cementiri de Varennes-Jarcy.